# Praia Sambangombe
A Praia Sambangombe é uma praia do Arquipélago de São Tomé e Príncipe, localiza-se a Sul da ilha de São Tomé entre o Ilhéu dos Cocos e a Praia do Portinho, junto às localidades de Will e de Alexandria, entre o estuário do rio Mussacavu e do rio Portinho. 